# Radiodifusió televisió digital per microones
La radiodifusió és la tecnologia amb la qual es transmeten els senyals a partir de la modulació d'ones electromagnètiques. Quan es parla de radiodifusió per microones es tracta, doncs, de la transmissió de senyals a partir d'ones electromagnètiques la freqüència de les quals es troba compresa entre 300 MHz i 300 GHz.
La radiodifusió per microones és coneguda per ser utilitzada en molts sistemes, com per exemple: el sistema de televisió analògica, que utilitza les bandes UHF i VHF, en la ràdio comercial o en el sistema GSM de telefonia mòbil.
En el cas de la radiodifusió per a la televisió digital es comencen a definir ara tres estàndards que utilitzen radiodifusió digital per microones.

## Estàndards
L'organització DVB defineix tres estàndards. En primer lloc utilitzant difusió terrestre, el DVB-MT que seria l'equivalent al DVB-T.
Després DVB-MC utilitzant MMDS (servei de distribució multipunt i multicanal), equivalent al DVB-C. Aquest treballa per sota dels 10 GHz.
I per acabar, DVB-MS, equivalent a DVB-S que utilitza MVDS (Sistema de distribució de video multipunt), que treballa per sobre de 10 GHz.